# برهان بالتناقض
البرهان بالتناقض هي طريقة للبرهان عن طريق إثبات أن بعض فرضية أو بعض الفرضيات المناقضة للفرضيات المقدمة تؤدي إلى نتائج غير منطقية.
وهو نوع خاص من الصيغة العامة للحجة المعروفة باسم برهان الخلف.